# Огън на свети Елм
 Тази статия е за природното явление.  За американския филм вижте Огън на свети Елмо (филм).  
Огън на свети Елм (на английски: Saint Elmo's fire) е електрически феномен, който се получава при голямо напрежение на електрическото поле в атмосферата и обикновено се проявява като светеща област (коронен разряд) по остри върхове на високи предмети (напр. мачти). Образува се в моменти, когато интензитета на електрическото поле в атмосферата над предмета достигне 500 V/m или повече. Обикновено се проявява при гръмотевична буря през лятото и при снежна буря през зимата. По физическата си природа Огънят на свети Елм представлява особен вид коронен разряд. Названието му идва от името на свети Елм (Еразъм), покровител на моряците в католицизма.
Има много исторически сведения за наблюдаването на феномена. Познат е още в Древна Гърция и присъства в някои митове. Описания на огъня на св. Елм присъстват и в творбите на Юлий Цезар и Плиний Стари, а също така и в разказите за много от пътешествията по времето на Великите географски открития. В днешно време най-известният случай е с Полет 9 на Бритиш Еъруейс от 24 юни 1982 г. – т.нар. Джакартски инцидент. Триенето на вулканични частици по корпуса на самолета генерира силно електростатично поле, което кара определени области да коронират със сияние.
В литературата, Огънят на Свети Елм може да се намери в Бурята на Уилям Шекспир, Тайните на Удолфо на Ан Радклиф, Моби Дик на Херман Мелвил, Поемата на древния моряк на Самюъл Колридж, Падането на къщата на Ъшър на Едгар Алън По и други произведения.